# Конче (община)
Вижте пояснителната страница за други значения на Конче.
Конче (на македонска литературна норма: Општина Конче) е община, разположена в източната част на Северна Македония със седалище едноименното село Конче.
Общината обхваща 14 села в котловината по горното течение на река Крива Лъкавица между планините Конечка от запад, Градешка от юг и Смърдеш от изток на площ от 233,05 km2. Населението на общината е 3536 (2002) с гъстота от 15,17 жители на km2. Кмет на община Конче е Стоян Лазарев.

## Структура на населението
Според преброяването от 2002 година община Конче има 3536 жители.
| Етническа принадлежност | Процент |
| македонци               | 85,11%  |
| албанци                 | 0,00%   |
| турци                   | 14,73%  |
| роми                    | 0,00%   |
| власи                   | 0,00%   |
| сърби                   | 0,08%   |
| бошняци                 | 0,00%   |
| други                   | 0,08%   |